# The Farrington
The Farrington est un district d'Anguilla. Sa population selon le recensement de 2011 était de 624 habitants.

## Démographie
Évolution de la population, :
| 1974 | 1984 | 1992 | 2001 | 2011 |
| ---- | ---- | ---- | ---- | ---- |
| -    | 222  | 304  | 546  | 624  |